# Ерик Најт
Ерик Најт (енгл. Eric Mowbray Knight, 10. април 1897 − 15. јануар 1943) био је енглески романописац, сценариста и позоришни критичар који је остао упамћен по роману Леси се враћа кући из 1940. године. Роман је представио измишљеног пса „колија”, шкотског овчара по имену Леси. Америчко држављанство Најт је добио 1942. године непосредно пре смрти. 

## Биографија
Рођен у Менстону у Западном Јоркширу, Најт је био најмлађи од тројице синова Марион Хилде (рођена Creasser) и Фредерика Харисон Најта, који су били квекери. Његов отац је био богати трговац дијамантима који је, када је Ерик имао две године, убијен током Бурског рата. Његова мајка се потом преселила у Санкт Петербург, царску Русију, да би радила као гувернанта царске породице. Породица се касније настанила у Сједињеним Државама 1912. године.
Најт је имао разнолику каријеру, укључујући службу у канадској лакој пешадији принцезе Патриције током Првог светског рата, као сигналиста, а затим је служио као капетан пољске артиљерије америчке војске до 1926. године.  Његова два брата су убијена у Првом светском рату, служећи Националну гарду војске Пенсилваније. Био је студент на бостонској Академији лепих уметности, новински извештач и холивудски сценариста.
Убрзо је постао миљеник легендарног филмског режисера Франка Капре.
Два пута се женио, прво 28. јула 1917. године, за Дороти Керолајн Нојес Хол, са којом је имао три ћерке, а касније се развео, а други пут за Џер Брилавски 2. децембра 1932. године.
Најт и његова друга супруга Џер узгајали су псе расе "коли" на својој фарми у Pleasant Valley, округ Bucks,  Пенсилванија. Живели су на фарми Springhouse од 1939. до 1943. 
Убрзо су напустили фарму и одселили се у Холивуд. Тада је Ерик својој супруги купио једно штене, женку шкотског овчара. Током времена Ерик је постао опседнут тим псом. Керуша га је потпуно опчинила својом оданошћу и  интелигенцијом, да је он сваки слободан тренутак проводио са њом.

## Књижевна каријера
Најтов први роман био је Позив на живот (1934).  Друга kњига је била Песма о твојим грешкама (1936) о радничкој класи у северној Енглеској. Као „Richard Hallas“, написао је узаврели жанровски роман Играш Црно и црвено долази (1938). Најтова књига Ово изнад свега сматра се једним од значајних романа чија је радња смештена за време Другог светског рата. Такође је помогао као коаутор филма Битка за Британију у серији "Зашто се боримо" у режији Франка Капре. 
Његов роман Леси се враћа кући појавио се 1940. године, проширен из кратке приче објављене 1938. године у The Saturday Evening Post-у. Роман је МГМ преточио у филм 1943. године под називом Леси се враћа кући са Родијем Макдауалом у улози Џоа Караклоа и псећег глумца Пала у улози Ласи. Ерик Најт није доживео премијеру филма Леси враћа кући јер је страдао у ваздушној несрећи.
Успех романа и филма креирао је више филмова и на крају неколико телевизијских серија, што је учврстило статус Лесине иконе. Роман остаје омиљен у многим репринтима.
Једна од последњих Најтових књига била је Сам мали лети поново, поново објављена под називом Летећи Јоркширац.

## Избор из дела
- Позив на живот (Invitation to Life), (1934)
- Песма о твојим грешкама (Song On Your Bugles), (1936)
- Играте Црно и црвено долази (You Play The Black And The Red Comes Up), (1940)
- Сада се молимо за нашу земљу (Now Pray We For Our Country), (1940)
- Сам мали лети поново (Sam Small Flies Again); такође насловљен: Летећи Јоркширац (The Flying Yorkshireman), (1942)
- Ово изнад свега (This Above All) (1942)
- Леси се враћа кући (Lassie Come-Home), (1943)
- Портрет летећег Јоркширца (Portrait Of A Flying Yorkshireman), (1952)

### Књижевност за децу
У књижевности за децу остао је упамћен по роману Леси се врaћа кући. У средишту романа је подвиг керуше Леси која је била продата и одведена у Шкотску, 400 км далеко од куће Сема Карлакоа у којој је живео њен најбољи пријатељ, дечак Џо. Љубав и оданост су биле јаче од раздаљине и керуша се враћа у Гриланд Бриџ у дом Сема Карлакоа да би била са својим пријатељем.

## Смрт
1943. године, био је мајор у америчкој војсци - у специјалним службама, где је написао две серије Зашто се боримо Френка Капре,  Најт је страдао у ваздушној несрећи Ц-54 у Холандској Гвајани (данас Суринам) у Јужној Америци. 